# Долина на Арв
Долината на Арв (на френски: Vallée de l'Arve) е долина в Югоизточна Франция.
Разположена е в Савойските Алпи, по горното и средно течение на река Арв, извираща от масива на връх Монблан. Формирана е през Вюрмския ледников период, когато алпийските ледници се спускат до Женевското езеро. Горната част на долината образува високопланинската Шамонийска долина.